# 연예인 매니저로 살아남기 (대한민국의 드라마)
《연예인 매니저로 살아남기》는 2022년 11월 7일부터 2022년 12월 13일까지 방송된 tvN 월화드라마다.

## 제작

### 제작사
- 스튜디오드래곤
- 바람픽쳐스

### 제작진
- 연출 : 백승룡
- 극본 : 박소영 : ( OCN 10부작 웹드라마 《멜로홀릭》(집필), KBS2 화요 미니시리즈 《회사 가기 싫어》(공동집필) 등 집필 )

## 등장인물

### 매니저
- 이서진 : 마태오 역
- 곽선영 : 천제인 역
- 서현우 : 김중돈 역
- 주현영 : 소현주 역

### 메쏘드 엔터테인먼트 직원
- 심소영 : 장명애 역
- 김국희 : 유은수 역

똑순이 같지만 은은한 광기를 가진 귀여운 망상주의자.
- 김태오 : 최진혁 역
- 황세온 : 강희선 역
- 최연규 : 최원재 역
- 이황의 : 왕태자 역

### 그 외
- 김원해 : 조기봉 역
- 문희경 : 강경옥 역
- 노상현 : 이상욱 역
- 신현승 : 고은결 역
- 정혜영 : 송은하 역
- 김영아 : 소정희 역
- 허성태 : 구해준 역
- 최규리 : 써니 역

### 기획사 아티스트
- 조여정
- 진선규
- 이희준
- 김수미
- 서효림
- 수현
- 영탁
- 박호산
- 오나라
- 김수로
- 김호영
- 김소현
- 손준호
- 김지훈
- 한지민
- 이순재
- 김주령
- 다니엘 헤니
- 김아중

### 특별출연
- 이지혜 : Amy 역
- 변영주
- 고건한 : 알렉스 역 - 제인의 전 남친

## 시청률
최저 시청률과 최고 시청률은 시청률 조사회사와 지역별로 시청률에 차이가 있을 수 있습니다.
| 2022년 | 2022년    | 2022년         | 2022년       |
| 회차   | 방송일    | AGB 시청률     | AGB 시청률   |
| 회차   | 방송일    | 대한민국(전국) | 수도권(서울) |
| ------ | --------- | -------------- | ------------ |
| 제1회  | 11월 7일  | 3.710%         | 4.406%       |
| 제2회  | 11월 8일  | 3.609%         | 4.294%       |
| 제3회  | 11월 14일 | 3.274%         | 4.123%       |
| 제4회  | 11월 15일 | 3.028%         | 3.747%       |
| 제5회  | 11월 21일 | 3.096%         | 3.778%       |
| 제6회  | 11월 22일 | 2.921%         | 3.476%       |
| 제7회  | 11월 28일 | 2.549%         | 3.090%       |
| 제8회  | 11월 29일 | 3.540%         | 3.740%       |
| 제9회  | 12월 5일  | 2.924%         | 3.425%       |
| 제10회 | 12월 6일  | 2.996%         | 3.719%       |
| 제11회 | 12월 12일 | 2.416%         | 3.134%       |
| 제12회 | 12월 13일 | 3.608%         | 4.144%       |

## 같이 보기
- 대한민국의 텔레비전 드라마 목록 (ㅇ)
- 2022년 대한민국의 텔레비전 드라마 목록